# بيل تيرنر (كرة سلة)
بيل تيرنر (بالإنجليزية: Bill Turner)‏ مواليد 18 فبراير 1944، هو لاعب كرة سلة أمريكي سابق. بدأ مسيرته الاحترافية في سنة 1967. تم اختياره من قبل فريق غولدن ستايت ووريورز خلال الدرافت. يبلغ طوله 6 قدم 7 بوصة (2.0 م). اعتزل اللعب في 1973. أحرز خلال مسيرته في الإن بي إيه 1597 نقطة بمعدل 5.4 نقاط في المباراة الواحدة.

## المسيرة الاحترافية
لعب مع غولدن ستايت ووريورز من سنة 1967 إلى 1970، ثم لعب مع سكرامنتو كينغز في موسم 1969–1970، ثم لعب مع بورتلاند ترايل بلايزرز في سنة 1972، ثم لعب مع لوس أنجلوس ليكرز في موسم 1972–1973.

## روابط خارجية
- بيل تيرنر على موقع إن بي أي (الإنجليزية)
- بيل تيرنر على موقع سبورتس رفرنس (الإنجليزية)
- بيل تيرنر على موقع ريلجم (الإنجليزية)
- بيل تيرنر على موقع بروبوليرز (الإنجليزية)